# Dornfischähnliche
Die Dornfischähnlichen (Stephanoberycoidei) sind eine in der Tiefsee vorkommende Unterordnung der Schleimkopfartigen (Beryciformes). 

## Merkmale
Zu ihren Merkmalen zählen ein im Querschnitt runder Körper, ein zahnloser Gaumen und meistens extrem dünne Schädelknochen. Der Orbitosphenoid (ein Schädelknochen) fehlt (Ausnahme Hispidoberyx), die Supramaxillare (ein Kieferknochen) fehlt oder ist reduziert. Die Extrascapulare (ein paariger Knochen am Schädel) ist, wenn vorhanden, stark vergrößert und überragt teilweise oder vollständig das paarige Scheitelbein. Die Rückenflosse befindet sich hinter der Rumpfmitte oberhalb der Afterflosse.

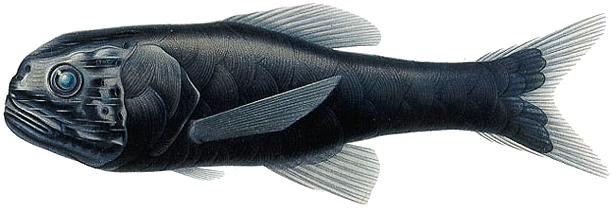
Scopelogadus mizolepis

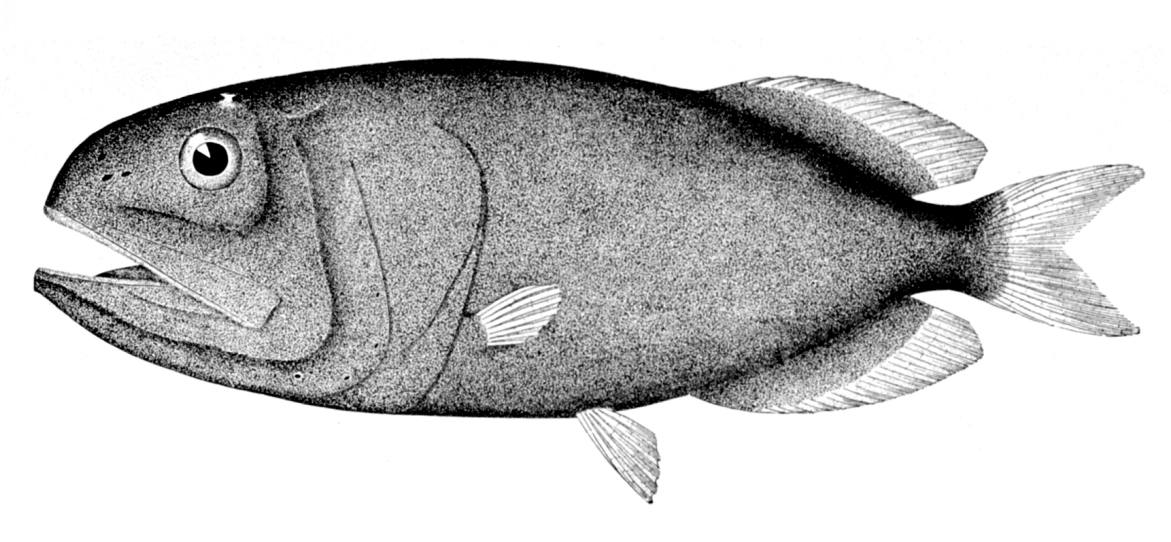
Rondeletia bicolor

## Systematik
Das Taxon wurde 1937 durch den sowjetischen Zoologen Lew Semjonowitsch Berg eingeführt und hatten lange Zeit den Rang einer Ordnung (Stephanoberyciformes). In einer zwischen 2013 und 2017 erfolgten Revision der Knochenfischsystematik wurden sie und die ihr zugeordneten Familien in die Ordnung der Schleimkopfartigen (Beryciformes) gestellt, die erst dadurch monophyletisch wurde. Die Dornfischähnlichen (Stephanoberycoidei) sind seitdem eine Unterordnung mit sechs Familien. Die Großschuppenfische (Melamphaidae), die ursprünglich zu den Dornfischähnlichen gehörten, bilden zusammen mit den Schleimköpfen (Berycidae), ihrer Schwestergruppe, die Unterordnung Berycoidei.
Nelson gibt zwei Überfamilien, sechs Familien, 17 Gattungen und 31 Arten für die Unterordnung an.
- Überfamilie Stephanoberycoidea
  - Dornfische (Stephanoberycidae)
  - Hispidoberycidae
- Überfamilie Cetomimoidea
  - Gibberichthyidae
  - Rotmäulige Walkopffische (Rondeletiidae)
  - Barbourisiidae
  - Walköpfe (Cetomimidae)